# Шахта імені С. М. Кірова (Макіївка)
ДВАТ «Шахта ім. С. М. Кірова». Входить до ВАТ ДХК «Макіїввугілля». Знаходиться у Совєтському районі міста Макіївка.

## Історія
ДВАТ «Шахта ім. Кірова» — було утворено 7 лютого 1996 року на базі шахтоуправління, до складу якого входили — Шахта № 1 «Кірова» і Шахта «Кіровська-Західна».
Шахта № 1 «Кірова» була введена в експлуатацію у 1947 році. Її виробнича потужність планувалася на рівні 100 тис.тон у рік. Шахта «Кіровська-Західна» була введена в експлуатацію у 1948 році. Її виробнича потужність планувалася на рівні 99 тис.тон у рік. Шахта вважається небезпечною по раптовим викидам метану. Усі пласти небезпечні по вибухам і пилу. У 1999 році підроблено 5 очисних забоїв, з них чотири — комплексно-механізовані і один забой устаткований струговим приладом. Шахта «Кіровська-Західна» розташована у межах Донецько-Макіївського геолого-промислового району.

## Загальні дані
Виробнича потужність 450/400 тис.т вугілля на рік (1955/2000).
Фактичний видобуток 790 т/добу (1990).
У 2003 р. видобуто 687 тис.т вугілля.
Шахтне поле розкрите 6 вертикальними, 3 похилими стволами і шурфом.
Максимальна глибина 575 м (1999).
Протяжність підземних виробок 75/78 км (1990/1999).
Вугільні пласти l1, l9, hв
10 потужністю 0,6-1,1 м (1999) з кутами падіння 6-60°.
Пласти загрозливі за раптовими викидами вугілля і газу, небезпечні за суфлярними проривами газу, вугільний пил вибухонебезпечний.
Кількість очисних вибоїв 5/6 (1990/1999), підготовчих 12/27 (1990/1999).
У очисних вибоях працюють механізовані комплекси КД-80 з комбайнами 1К-101.
У підготовчих — прохідницькі комбайни, використовуються буропідривні роботи.
Кількість працюючих: 2462/2894 осіб, в тому числі підземних 1700/2200 осіб (1990/1999).

## Інфраструктура
У підпорядкуванні підприємства знаходяться їдальня «Українка» (мікрорайон «Об'єднаний»), малосімейний гуртожиток, чотири дитячих садки у м-нах «Об'єднаний» та Ханжонково, пансіонат «Уголек». Малосімейний гуртожиток розрахований на 60 ліжко-міст. Пансіонат «Уголек» розташований на узбережжі Азовського моря, у с. Мелекіно, працює лише у літній період.
Адреса: 86193, м.Макіївка, Донецької обл.